# Koflysjön
Koflysjön är en sjö i Götene kommun i Västergötland och ingår i Göta älvs huvudavrinningsområde. Koflysjön ligger på en våtmark i skogbygd strax väster om Stora Käringaberget i Klyftamons naturreservat. Omkring 200 meter öster ut ligger våtmarken Koflymad och höjden Kofly klintar. Vattendraget som avvattnar Koflysjön rinner åt nordväst mot Stenhuggaretorp, där det upphör.

## Galleri

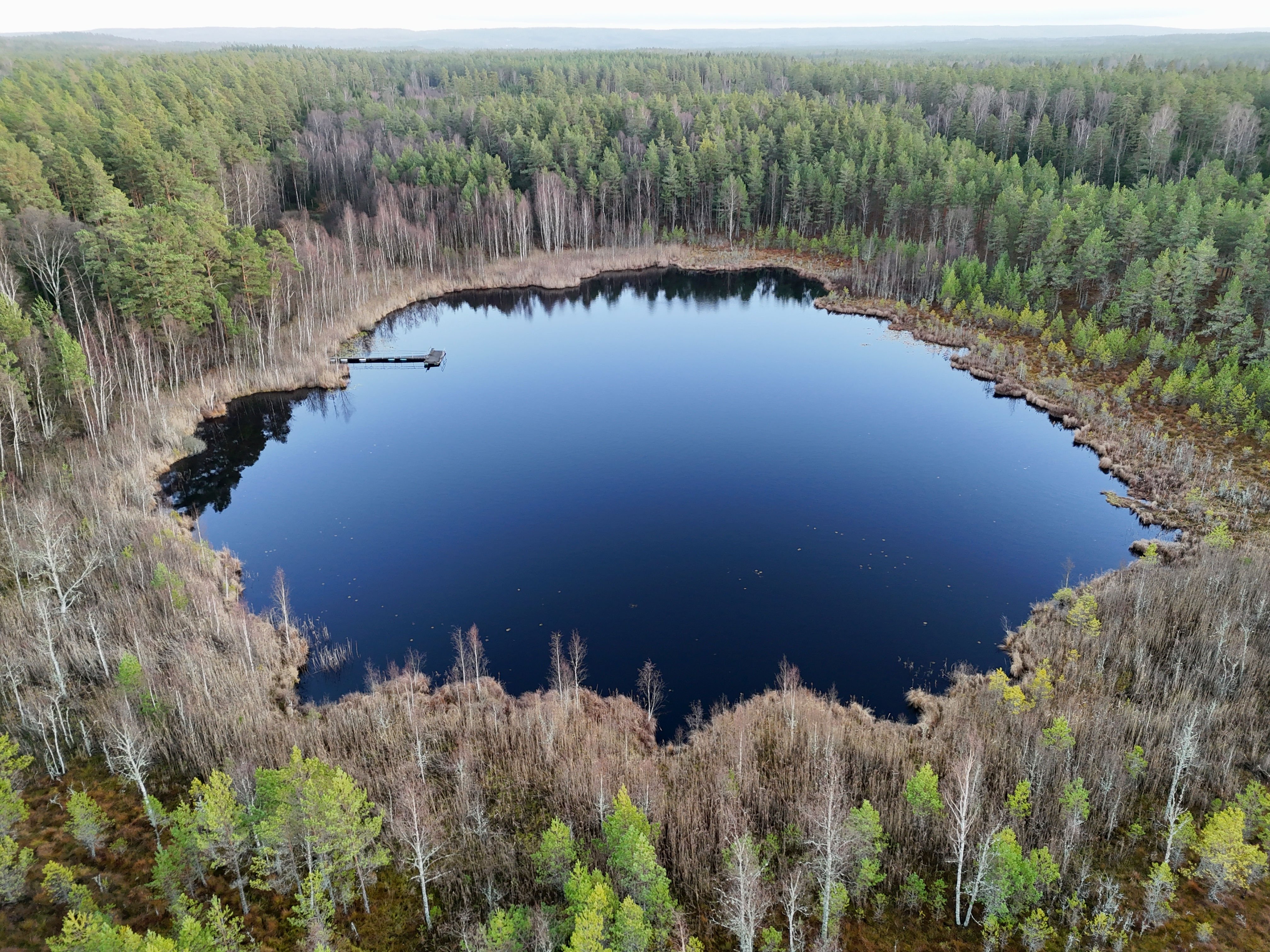
Koflyn är omgiven av skog och har en brygga.